# لودلو (داکوتای جنوبی)
لودلو (به انگلیسی: Ludlow) یک منطقهٔ مسکونی در ایالات متحده آمریکا است که در شهرستان هاردینگ، داکوتای جنوبی واقع شده‌است.